# Masters i Johnson
William H. Masters (27. prosinca 1915. – 16. veljače 2001.) i Virginia E. Johnson (11. veljače 1925.), tim ginekologa koji je naslijedio pionirsko djelo Alfreda Kinseya. Pioniri su bili u proučavanju prirode ljudskih seksualnih reakcija, kao i dijagnozi te liječenju seksualnih poremećaja i disfunkcija od 1957. do 1990-ih.
Njihov rad započeo je na Odjelu za porodništvo i ginekologiju Sveučilišta Washington u St. Louisu. Kasnije su radili u neprofitnom Institutu osnovanom 1964. u St. Louisu, preimenovanom 1978. u Institut Masters &Johnson. Početna faza traje od 1957. do 1965. Njihovi zapisi o anatomiji i psihologiji ljudske seksualne reakcije temelje se na direktnom opažanju 382 žene i 312 muškaraca u procijnjenih „10.000 ciklusa ljudske seksualne reakcije.“
Razbili su niz velikh zabluda. Najznačajnije tekstove objavili su u knjigama iz 1966. i 1970. godine. Obje knjige bile su bestseleri i prevedene su na više od 30 jezika.
Upoznali su se 1957. kada ju je Masters zaposlio da napravi cjelokupnu studiju o ljudskoj seksualnosti. Vjenčali su se 1969., a razveli se 30-ak godina kasnije privodeći istraživanje kraju. Za razliku od Kinseya, oni su u laboratoriju promatrali masturbaciju i snošaje. Stvorili su model ljudske seksualne reakcije koji ima 4 faze. Prema njima, nema dobi u kojoj se gubi spolna moć. Objasnili su preranu ejakulaciju, impotenciju i frigidnost, davši rješenja za njih.
Njihov je najveći kritičar Shere Hite.